# Simon Simon
Simon Simon, né aux Vaux de Cernay, près de Rambouillet, le 30 septembre 1734 et décédé à Versailles le 18 avril 1811, est un claveciniste et compositeur français.

## Biographie

### Jeunesse et formation
Simon Simon est né aux Vaux de Cernay en 1734 (Fétis donne 1720). À sept ans, il est confié à Butel, un oncle organiste d'une abbaye près de Caen où il progresse peu. À 13 ans, il est distingué par la marquise de La Mézangère, élève de François Couperin, qui remarque ses dispositions pour le clavecin. Vers 1747, elle décide de l'emmener chez elle afin de lui enseigner le clavecin avec l'aide d'un jeune violoniste, M. de Saint-Saire qui lui enseigne la musique. Plus tard, à Paris, il étudie la composition avec Dauvergne.

### Carrière
Après la retraite de Le Tourneur à Mantes, Louis XV lui accorde d'abord la survivance de la charge de maître de clavecin des Enfants de France, et plus tard, lui donne le brevet de maître de clavecin de la reine Marie Leszczynska et de la comtesse d'Artois. Il épouse Mlle Tardif, élève de Le Tourneur, qui l'aide dans cette tâche. On sait qu'il est toujours à Versailles en 1780, sous le règne de Louis XVI.
Il survit à la Révolution et se retire à Montfort-l'Amaury, puis à Dreux où décède sa femme en 1801, et enfin à Versailles où il décède en 1811.

## Œuvres
Au cours de sa carrière, Simon Simon publie trois livres de pièces de clavecin (s.d., vers 1761 et 1770) qui sont parmi les derniers en France avec ceux de Jacques Duphly et Jean-Jacques Charpentier.
Il publie en 1770 Quatre Sonates et Deux Concerto pour le Clavecin... [avec accompagnement de violon], dédiées à Madame, Œuvre IIe. (BnF, département Musique, VM7-1921)
Le troisième livre s'intitule "Six concerts pour le clavecin avec accompagnement de violon ad libitum... oeuvre 3" (BnF, département Musique, VM7-1922)
La BnF conserve aussi un manuscrit Théorie pratique D'Accompagnement. Par Mr Simon, sans doute destiné à ses élèves, disponible sur Gallica.

### Pièces de clavecin op. 1
Dans son premier livre, contrairement à la tradition, le compositeur utilise plus d'une seule tonalité pour une suite ; il s'en explique ainsi dans une longue préface : « Au lieu de donner à l’ordinaire des Suites pour le Clavecin seul dans un même ton (ce qui m’eût fait tomber dans une sorte d’uniformité et de sécheresse qu’il convient d’éviter), j’ai crû devoir en composer quelques-unes avec accompagnement de violon. Elles en seront plus intéressantes, parce que la Mélodie, qui perd les grâces de sa rondeur dans les sons désunis du Clavecin, sera soutenue par les sons filés et harmonieux du violon. » (Avertissement aux Pièces de Clavecin, Œuvre Ire.)
Pièces de Clavecin, / Dans tous les Genres, /Avec et sans Acompagnement de Violon. /Œuvre Ière /À Paris (v. 1761) /Par M. S. Simon, /Maître de Clavecin. /Dédiées à Madame la Marquise de Mézangère.
Contenu : 25 pièces en 6 suites
Première Suitte (en mi)
- 1. La Mézangère, Allemande - 2. Sarabande - 3. Légèrement et détaché

IIe Suitte (en la)
- 4. La Saint Saire, avec violon - 5. Airs tendres, avec violon - 6. Allegro, avec violon - 7. La Magnanville, Ière Gavotte, IIe Gavotte - 8. La Tyrconell, Pantomime (en ré majeur) - 9. La D’Eaubonne

IIIe Suitte
- 10. La Fontaine (sol majeur) - 11. La Moriceau, mouvement de Menuet, et 4 variations (fa majeur) - 12. La de Nangis, Musette (do mineur) - 13. La de Broglie, Menuets (do majeur/mineur) - 14. La de Villemeur, avec violon, (fa majeur)

IVe Suitte, avec violon
- 15. La de Croisœuil, Introduction (fa mineur/majeur) - 16. Andante (fa mineur) - 17. Vif (fa majeur)

Ve Suite
- 18. La La=Corée (mi bémol mineur) - 19. La L’arrard (sol mineur) - 20. La Le Daulceur (mi bémol majeur)

VIe Suite
- La La Font, Concerto que l’on peut Excecuter avec un Violon Seul (violon & violoncelle). - 21. (I.) Presto (sol majeur) - 22. (II.) Gavottes (ré majeur/mineur) - 23. (III.) Vif (sol majeur) - 24. La de Poyanne (ré mineur) - 25. La de Guibeville. Air gay (la majeur)

## Discographie
- Jean-Patrice Brosse, Simon Simon, Pièces de clavecin, œuvre 1re, 1761, Paris, Arion (label Pierre Verany), 2006 : choix de 17 pièces sans violon, au clavecin Kroll (1774) du Château de Beauvoir (Belbèze-en-Comminges). Critique de Flora Gueste.

### Pour écouter
- YouTube La D'Eaubonne de la IIe Suitte, par Jean-Patrice Brosse.
- YouTube 15 pièces de l'Op. 1, et Menuet d'Exaudet (2 versions) par Jean-Patrice Brosse, clavecin Kroll (1774) du Château de Beauvoir (Belbèze-en-Comminges), France.